# Agente racional
Um agente racional, na visão da Inteligência Artificial, é uma entidade composta de sensores e atuadores, capaz de agir de forma a alcançar resultados otimizados. Dessa forma, um Agente só possui sentido baseado nos seus objetivos e na sua capacidade de atingi-los. Na maioria das vezes, devido às incertezas do ambiente de tarefas, o resultado procurado pode ser apenas o melhor resultado esperado.
Um agente racional deve ser autônomo. Isso quer dizer que, dentro de outras coisas, ele deve aprender baseado na sua percepção e nos efeitos para cada ação que realiza.
Um agente é definido num programa do agente, o qual é caracterizado por uma função do agente. A função do agente é responsável por determinar uma ação, baseada na percepção atual, ou, o que é mais comum, numa sequência de percepções.
A função do agente é dependente das características do ambiente de tarefas. Ela é responsável por maximizar a medida de desempenho do agente.
Finalmente, agente racional é apenas uma ferramenta de modelagem para facilitar o entendimento de problemas, e não um conceito que determina o que é e o que não é racional.